# Khoảng cách giao nhau quỹ đạo tối thiểu

Quỹ đạo của (4953) 1990 MU với MOID là 0,0263 AU, được xếp loại là vật thể có khả năng gây nguy hiểm

Khoảng cách giao nhau quỹ đạo tối thiểu hay Minimum orbit intersection distance (MOID) là một đo lường được sử dụng trong thiên văn học để đánh giá các tiếp cận có tiềm ẩn quá gần và những rủi ro va chạm quá lớn giữa các vật thể thiên văn. Một vật thể được xếp loại là vật thể có khả năng gây nguy hiểm (PHO)–nghĩa là có thể gây ra rủi ro lớn cho Trái đất–nếu, trong nhiều điều kiện nguy hiểm khác, đối với Trái đất, MOID của nó nhỏ hơn 0,05 AU. Nếu các thiên thể có khối lượng lớn hơn Trái đất, thì sự tiếp cận của chúng cần được để ý nhiều hơn–nghĩa là MOID phải lớn hơn; ví dụ, nếu MOID của Sao Mộc nhỏ hơn 1 AU thì cần được để ý vì Sao Mộc là hành tinh lớn nhất.